# Kęstutis Vaitukaitis
Kęstutis Vaitukaitis (* 29. Oktober 1958 in Antanavas, Rajon Kapsukas) ist ein litauischer Politiker.

## Leben
Nach dem Abitur von 1973 bis 1976 an der Mittelschule Pilviškės absolvierte er das Studium von 1976 bis 1981 am Kauno politechnikos institutas und wurde Ingenieur und Technologe.
Von 1981 bis 1986 arbeitete er in Kaunas, von  1988 bis 1990 in Kaišiadorys von 1992 bis 1993 war er stellv. Bürgermeister, von 1993 bis 1994 und von 1995 bis 1996 Bürgermeister von Trakai, von 1996 bis 2000 Mitglied des Seimas, von 2000 ist er Bürgermeister von Elektrėnai.
Er ist Mitglied von Liberalų ir centro sąjunga.